# Pardina
Pardina község Tulcea megyében, Dobrudzsában, Romániában.

## Fekvése
A település az ország délkeleti részén található, a megyeszékhelytől, Tulcsától harminchét folyami kilométerre északkeletre, a Duna-deltában, a Duna Chilia-ága mentén.

## Története
A települést a 19. század elején ukránok alapították. Régi török neve Pardin, a szó ukrán eredetű és jelentése esernyő. Korábban Plauru majd Ceatalchioi községek irányítása alá tartozott.

## Lakossága
A nemzetiségi megoszlás a következő:
| 2002      | 2002 | 2002   |
| --------- | ---- | ------ |
| Románok   | 679  | 95,36% |
| Ukránok   | 23   | 3,23%  |
| Lipovánok | 9    | 1,26%  |
| Magyarok  | 1    | 0,14%  |
| Összesen  | 712  | 100,0% |